# Эфрос, Абрам Маркович
Абра́м Ма́ркович Эфро́с (21 апреля [3 мая] 1888, Москва — 19 ноября 1954, Москва) — русский и советский искусствовед, переводчик, театровед, литературовед.

## Биография
Сын московского инженера-механика Маркуса (Мордуха) Абрамовича Эфроса, выпускника Императорского Московского технического училища 1881 года, и Зинаиды (Брайны-Зельды) Залмановны Эфрос. Семья происходила из Динабурга, в Москве жила в доме Афремова на Долгоруковской улице. Старшие братья отца — Ефим Абрамович Эфрос и Залман Абрамович Эфрос — были московскими купцами первой гильдии, крупными промышленниками и домовладельцами; другой брат, Тевель Абрамович Эфрос, был банкиром в Санкт-Петербурге.
Окончил гимназические классы Лазаревского института восточных языков, с 1907 года учился на юридическом факультете Московского университета. Ещё в студенческие годы опубликовал перевод с древнееврейского языка — «Песнь песней Соломона» (СПб.: Пантеон, 1909. — [2], 272 с., 2 л. нот.: факс.). По окончании Московского университета в 1911 году начал систематически выступать как художественный критик и эссеист в газете «Русские ведомости» (в 1912—1917 годах писал под псевдонимом Россций). Избирался в Московскую городскую думу, где состоял председателем комиссии по внешнему благоустройству Москвы. В 1914—1917 годах служил в действующей армии. С 1917 года — член общественных и государственных органов охраны художественных ценностей, в том числе в 1918—1927 годах — один из ведущих сотрудников Коллегии (отдела) по делам музеев и охраны памятников искусства и старины Наркомпроса РСФСР. Участвовал в определении основных направлений государственной музейной политики, внёс вклад в формирование Государственного музейного фонда и его распределение. 25 июня 1917 года по списку партии социалистов-революционеров в очередной раз был избран гласным Московской городской думы.
В 1920 году привлёк витебского художника Марка Шагала к работе в московском Еврейском камерном театре. В этот период состоял членом правления, заведующим отделом нового и новейшего искусства Государственной Третьяковской галереи. Был членом совета старейшин клуба Московского дома учёных (1924).
В конце 1921-го организовал клуб «Лирический круг», куда планировал пригласить Анну Ахматову. Лично познакомился с поэтессой 14 декабря 1922 года, организовывал для неё выступление в Москве. В 1924 году оба писали для журнала «Русский современник», а в 1930 году Эфрос привлёк Ахматову к работе над переводом писем Рубенса. Книга вышла в 1933 году в переводе поэтессы и под редакцией Эфроса, с его вступительной статьёй.
В 1924—1929 годах — хранитель отдела французской живописи, с 1928 года — заместитель директора по научной части Музея изящных искусств и заведующий картинной галереей музея. Был одним из организаторов ряда художественных выставок (к 10-летию Октябрьской революции, новейшего французского искусства, выставки детского рисунка и др.).
Работу в музеях совмещал с научно-преподавательской деятельностью: в 1919—1920 годах преподавал в двух Государственных свободных художественных мастерских, на курсах Наркомпроса читал лекции и вёл семинары по музееведению, русскому искусству (1919—1920, 1940—1941), преподавал историю искусств в МГУ (1940—1941), вёл семинар по музееведению на искусствоведческом отделении в Среднеазиатском университете в Ташкенте (1942—1943).
В 1940—1950 годах Эфрос преподавал в ГИТИСе (Москва) курс истории русского театра и театрально-декорационного искусства. В 1945—1950 годах — внештатный профессор Государственного библиотечного института в Москве.
В статье «О влиянии формализма и эстетизма в искусствознании», опубликованной в газете «Советское искусство» 25 октября 1946 года, критик Александр Михайлов подверг Абрама Эфроса критике за то, что он «взял на себя миссию реабилитации декадентских и формалистических направлений предреволюционного русского искусства».
В статье «Против космополитизма в искусствознании», опубликованной в газете «Советское искусство» 5 марта 1949 года, критик П.Сысоев подверг Эфроса критике за то, что тот «протаскивал в советское искусствознание свои реакционные буржуазно-эстетские взгляды. Пресмыкаясь перед упадочной буржуазной «культурой» Запада, Эфрос называет русское искусство «провинциальным». * 
Дважды высылался из Москвы. В 1937 году Эфроса выслали на три года в Ростов, по воспоминаниям Ахматовой, за то, что «…когда в Москву приехал Андре Жид, Эфросу предложили или поручили сопровождать знаменитого писателя; вернувшись во Францию, Жид написал о Советском Союзе не то, чего здесь от него ждали, и Эфроса сослали». Осип Мандельштам сказал тогда: «Это не Ростов — великий, это Абрам — великий».
В 1950 году Эфроса выслали на четыре года в Ташкент. Вторая ссылка последовала в ходе кампании по борьбе с космополитизмом. Анатолий Гребнев стал тогда свидетелем, как историк литературы Михаил Степанович Григорьев и Абрам Маркович Эфрос вдвоем сочиняли разоблачительную речь, с которой Григорьев должен был выступить против Эфроса:

Это происходило в ВТО, в кабинете Григорьева (он занимал там руководящую должность), где я, тогдашний студент, оказался почти случайно; мне велено было подождать. Михаил Степанович, Михстеп, как его называли любя студенты, сидел за массивным столом перед стопкой бумаги; Эфрос долговязый, со старомодной бородкой клинышком — расхаживал взад и вперед, диктуя пассажи вроде: «презренный апологет буржуазного модернизма» или «не случайно этот лжеученый втаптывал в грязь реалистическое искусство Шишкина». Михстеп время от времени останавливался и качал головой: «Ну, уж это ты слишком», на что Абрам Маркович отвечал: «Пиши, пиши!» — и разражался очередной тирадой. Как я понял, речь Михстепа должна была, по замыслу, отвести от Эфроса какой-то более страшный удар. (…) Эта трагикомедия, трагифарс, была лишь частью общего безумия, помрачения рассудков — а как еще можно объяснить то, что со всеми происходило. Нормальные, неглупые люди несли несусветную чепуху, околесицу, в которую отчасти верили сами, отчасти все же не верили, в этой путанице сейчас не разобраться.
С 1950 по 1954 год — профессор на кафедре искусствоведения Ташкентского государственного института театрального искусства им. А. Н. Островского.
Излюбленный жанр Эфроса — критический «портрет» (В. А. Серова, В. И. Сурикова, П. В. Кузнецова, В. А. Фаворского, Н. Н. Купреянова, Г. Аполлинера, Ж. Кокто, П. Валери, С. М. Михоэлса и др.). Он также занимался исследованиями рисунков А. С. Пушкина.
На стихи Микеланджело в переводе Эфроса Дмитрий Шостакович написал в 1974 году Сюиту (фортепианная и оркестровая версии).

## Семья
- Жена — Наталья Давыдовна Эфрос (в девичестве Гальперина, 1889—1989), переводчица, историк литературы[12].
- Двоюродный брат — Николай Ефимович Эфрос, театральный критик и журналист.

## Труды

### Сочинения
- Эротические сонеты. — Л.: Советский композитор, 1991
- Два века русского искусства / предисл. Т. Алексевой. — М., 1969
- Микельанджело. Жизнь. Творчество. — М., 1964 (включает переводы стихов Микеланджело)
- Пушкин портретист. Два этюда. — М.: Гослитмузей, 1946
- Автопортреты Пушкина. — М., 1945
- Камерный театр и его художники: 1914—1934 / Предисл. А. М. Эфроса. — М.: ВТО, 1934. XLVIII + 211 с. илл.
- Рисунки поэта. — М.-Л.: Academia, 1933
- Профили. — М., 1930
- С. Чехонин. — М.-Петроград, 1924 (совместно с Н.Пуниным)
- Юбилейный эпилог. П. Кузнецов. — М.: Русское искусство, 1923. — № 2-3. — С. 6
- Эротические сонеты. — М., 1922
- Портрет Натана Альтмана. — М., 1922
- Лампа Аладдина // Еврейский мир, 1918
- Песнь Песней Соломона. — СПб.: Пантеон, 1909

### Переводы
- Марсель Мартинэ. Проклятые годы. — М.: Библиотека 'Огонёк' (№ 122), 1926
- Революционная поэзия современного Запада. Антология. — М., 1927
- Ромен Ж. Избранные стихи. — М., 1928
- Данте Алигьери. Новая жизнь. — М., 1934
- Леонардо да Винчи. Избранное. — М., 1952
- Франческо Петрарка. Избранная лирика. — М., 1955

### Внешние изображения
- Мартирос Сарьян, «Портрет искусствоведа Абрама Эфроса», 1944
- «Портрет Абрама Эфроса», рисунок Ю. П. Анненкова, 1921
- «В парижском кабачке коммуны». (С. Есенин, А. Эфрос и др.). Тушь, кисть, перо. Рисунок Ю. П. Анненкова. Из книги: Аверина Г. И. «Есенин и художники». — Рязань: Поверенный, 2000. — 112 с., ил., стр. 41. Тир. 500 экз.